# Campionat d'escacs d'Alemanya
El Campionat d'escacs d'Alemanya es juga des de 1861 per a determinar el millor jugador alemany.
Fins al 1880 hi havia tres federacions diferents a territori alemany, que organitzaven les seves pròpies activitats: la Westdeutschen Schachbundes (WDSB), la Norddeutschen Schachbundes (NDSB) i la Mitteldeuschen Shachbundes (MDSB). Cadascuna organitzava el seu propi campionat. El 1880 es varen unir sota el nom Deutsche Shachbundes (DSB), i aquesta entitat va passar a organitzar un únic campionat nacional.
Des de 1933 el Tercer Reich va passar a controlar totes les activitats culturals a Alemanya, i fins al 1943 tots els campionats d'escacs varen ser organitzats per la Groβdeutschen Schachbundes. Un cop acabada la II Guerra Mundial, es varen començar a jugar campionats nacionals separats a les zones ocupades. Entre 1950 i 1989, hi va haver per tant un campionat nacional de la República Federal Alemanya i un altre de la República Democràtica Alemanya.
Després de la reunificació d'Alemanya el 1989, es va retornar finalment a un campionat unificat.

## Campionats entre 1861-1932

### Congressos de laWDSB1861-1880
| #  | Any  | Ciutat       | Campió                     |
| -- | ---- | ------------ | -------------------------- |
| 1  | 1861 | Düsseldorf   | no hi participaren mestres |
| 2  | 1862 | Düsseldorf   | Max Lange                  |
| 3  | 1863 | Düsseldorf   | Max Lange                  |
| 4  | 1864 | Düsseldorf   | Max Lange                  |
| 5  | 1865 | Elberfeld    | Gustav Neumann             |
| 6  | 1867 | Colònia      | Wilfried Paulsen           |
| 7  | 1868 | Aquisgrà     | Max Lange                  |
| 8  | 1869 | Barmen       | Adolf Anderssen            |
| 9  | 1871 | Krefeld      | Louis Paulsen              |
| 10 | 1876 | Düsseldorf   | Wilfried Paulsen           |
| 11 | 1877 | Colònia      | Johannes Zukertort         |
| 12 | 1878 | Frankfurt    | Louis Paulsen              |
| 13 | 1880 | Braunschweig | Louis Paulsen              |

### Congressos de laMDSB1871-1877
| # | Any  | Ciutat  | Campió          |
| - | ---- | ------- | --------------- |
| 1 | 1871 | Leipzig | Adolf Anderssen |
| 2 | 1876 | Leipzig | Adolf Anderssen |
| 3 | 1877 | Leipzig | Louis Paulsen   |

### Congressos de laNDSB1868-1872
| # | Any  | Ciutat  | Campió          |
| - | ---- | ------- | --------------- |
| 1 | 1868 | Hamburg | Max Lange       |
| 2 | 1869 | Hamburg | Adolf Anderssen |
| 3 | 1872 | Altona  | Adolf Anderssen |

### Congressos alemanys (o Congressos de laDSB) 1879-1932

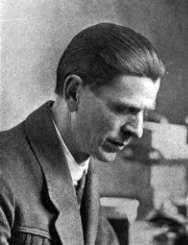
Géza Maroczy

| #  | Any     | Ciutat         | Campió                                               |
| -- | ------- | -------------- | ---------------------------------------------------- |
| 1  | 1879    | Leipzig        | Berthold Englisch                                    |
| 2  | 1881[1] | Berlín         | Joseph Henry Blackburne                              |
| 3  | 1883    | Nuremberg      | Simon Winawer                                        |
| 4  | 1885    | Hamburg        | Isidor Gunsberg                                      |
| 5  | 1887    | Frankfurt      | George Henry Mackenzie                               |
| 6  | 1889    | Breslau        | Siegbert Tarrasch                                    |
| 7  | 1892    | Dresden        | Siegbert Tarrasch                                    |
| 8  | 1893    | Kiel           | Carl Walbrodt Curt von Bardeleben                    |
| 9  | 1894    | Leipzig        | Siegbert Tarrasch                                    |
| 10 | 1896    | Eisenach       | Robert Henry Barnes                                  |
| 11 | 1898[2] | Colònia        | Amos Burn                                            |
| 12 | 1900    | Múnic          | Geza Maroczy Harry Nelson Pillsbury Carl Schlechter  |
| 13 | 1902    | Hannover       | Dawid Janowski                                       |
| 14 | 1904    | Coburg         | Curt von Bardeleben Carl Schlechter Rudolf Swiderski |
| 15 | 1906    | Nuremberg      | Frank James Marshall                                 |
| 16 | 1908    | Düsseldorf     | Frank James Marshall                                 |
| 17 | 1910    | Hamburg        | Carl Schlechter                                      |
| 18 | 1912    | Breslau        | Oldrich Duras Akiba Rubinstein                       |
| 19 | 1914    | Mannheim       | Aleksandr Alekhin                                    |
| 20 | 1920    | Berlín         | Friedrich Sämisch                                    |
| 21 | 1921    | Hamburg        | Ehrhardt Post                                        |
| 22 | 1922    | Bad Oeynhausen | Ehrhardt Post                                        |
| 23 | 1923    | Frankfurt      | Ernst Grünfeld                                       |
| 24 | 1925    | Breslau        | Iefim Bogoliúbov                                     |
| 25 | 1927    | Magdeburg      | Rudolf Spielmann                                     |
| 26 | 1929    | Duisburg       | Carl Ahues                                           |
| 27 | 1931    | Swinemünde     | Iefim Bogoliúbov Ludwig Rödl                         |
| 28 | 1932    | Bad Ems        | Georg Kieninger                                      |

## Campionats Alemanys 1933-1949

### Campionats del Tercer Reich 1933-1943
| #  | Any  | Ciutat         | Campió                         |
| -- | ---- | -------------- | ------------------------------ |
| 1  | 1933 | Bad Pyrmont    | Iefim Bogoliúbov               |
| 2  | 1934 | Bad Aachen     | Carl Carls                     |
| 3  | 1935 | Bad Aachen     | Kurt Richter                   |
| 4  | 1937 | Bad Oeynhausen | Georg Kieninger                |
| 5  | 1938 | Bad Oeynhausen | Erich Eliskases                |
| 6  | 1939 | Bad Oeynhausen | Erich Eliskases                |
| 7  | 1940 | Bad Oeynhausen | Georg Kieninger                |
| 8  | 1941 | Bad Oeynhausen | Paul Felix Schmidt Klaus Junge |
| 9  | 1942 | Bad Oeynhausen | Ludwig Rellstab                |
| 10 | 1943 | Viena          | Josef Lokvenc                  |

### Campionats de l'Oest i de les zones Soviètiques

#### 1.Campionats de l'Oest
| # | Any  | Ciutat      | Campió            |
| - | ---- | ----------- | ----------------- |
| 1 | 1947 | Weidenau    | Georg Kieninger   |
| 2 | 1948 | Essen       | Wolfgang Unzicker |
| 3 | 1949 | Bad Pyrmont | Iefim Bogoliúbov  |
| 4 | 1950 | Bad Pyrmont | Wolfgang Unzicker |
| 5 | 1951 | Düsseldorf  | Rudolf Teschner   |
| 6 | 1953 | Leipzig     | Wolfgang Unzicker |

#### 2.Campionats de la zona soviètica
| # | Any  | Ciutat              | Campió            |
| - | ---- | ------------------- | ----------------- |
| 1 | 1946 | Leipzig             | Berthold Koch     |
| 2 | 1947 | Weissenfels         | Lothar Schmid     |
| 3 | 1948 | Bad Doberan         | Rudolf Teschner   |
| 4 | 1949 | Bad Klosterlausnitz | Wolfgang Pietzsch |

## Campionats alemanys de l'est i l'oest

### Campionats de l'Alemanya Federal 1953-1989

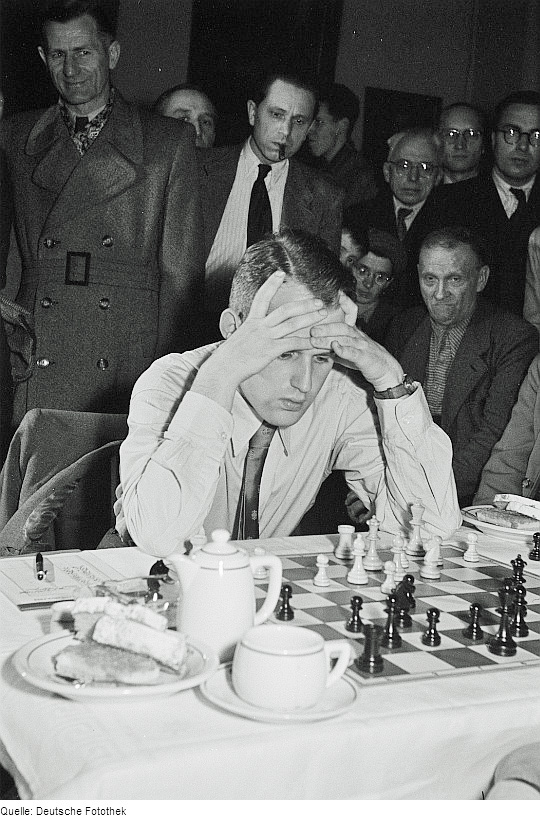
Wolfgang Unzicker, 7 cops campió d'Alemanya (inclosos 4 campionats de la RFA)

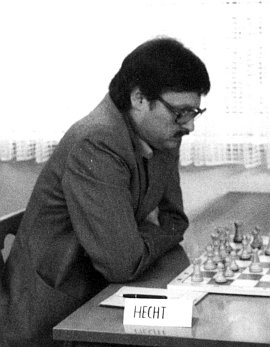
Hans-Joachim Hecht, 2 cops campió de la RFA (1970 i 1973)

| #  | Any  | Ciutat            | Campió                                                          |
| -- | ---- | ----------------- | --------------------------------------------------------------- |
| 1  | 1953 | Berlín            | Wolfgang Unzicker                                               |
| 2  | 1955 | Frankfurt am Main | Klaus Darga                                                     |
| 3  | 1957 | Bad Neuenahr      | Paul Tröger                                                     |
| 4  | 1959 | Nürnberg          | Wolfgang Unzicker                                               |
| 5  | 1961 | Bad Pyrmont       | Klaus Darga                                                     |
| 6  | 1963 | Bad Pyrmont       | Wolfgang Unzicker                                               |
| 7  | 1965 | Bad Aibling       | Wolfgang Unzicker, Helmut Pfleger                               |
| 8  | 1967 | Kiel              | Robert Hübner, Hans Besser                                      |
| 9  | 1969 | Königsfeld        | Manfred Christoph                                               |
| 10 | 1970 | Völklingen        | Hans-Joachim Hecht                                              |
| 11 | 1971 | Berlín            | Svetozar Gligorić (internacional)                               |
| 12 | 1972 | Oberursel         | Hans Günther Kestler                                            |
| 13 | 1973 | Dortmund          | Hans-Joachim Hecht, Ulf Andersson Borís Spasski (internacional) |
| 14 | 1974 | Menden            | Peter Ostermeyer                                                |
| 15 | 1975 | Mannheim          | Walter Browne (internacional)                                   |
| 16 | 1976 | Bad Pyrmont       | Klaus Wockenfuss                                                |
| 17 | 1977 | Bad Lauterberg    | Anatoli Kàrpov (internacional)                                  |
| 18 | 1978 | Bad Neuenahr      | Ludek Pachman                                                   |
| 19 | 1979 | Múnic             | Borís Spasski, Iuri Balaixov Ulf Andersson (internacional)      |
| 20 | 1980 | Bad Neuenahr      | Eric Lobron                                                     |
| 21 | 1981 | Bochum            | Lubomir Kavalek (internacional)                                 |
| 22 | 1982 | Bad Neuenahr      | Manfred Glienke                                                 |
| 23 | 1983 | Hannover          | Anatoli Kàrpov (internacional)                                  |
| 24 | 1984 | Bad Neuenahr      | Eric Lobron                                                     |
| 25 | 1987 | Bad Neuenahr      | Vlastimil Hort, Ralf Lau                                        |
| 26 | 1988 | Bad Lauterberg    | Bernd Schneider                                                 |
| 27 | 1989 | Bad Neuenahr      | Vlastimil Hort, Eckhart Schmittdiel                             |

### Campionats de l'Alemanya Democràtica 1950-1990

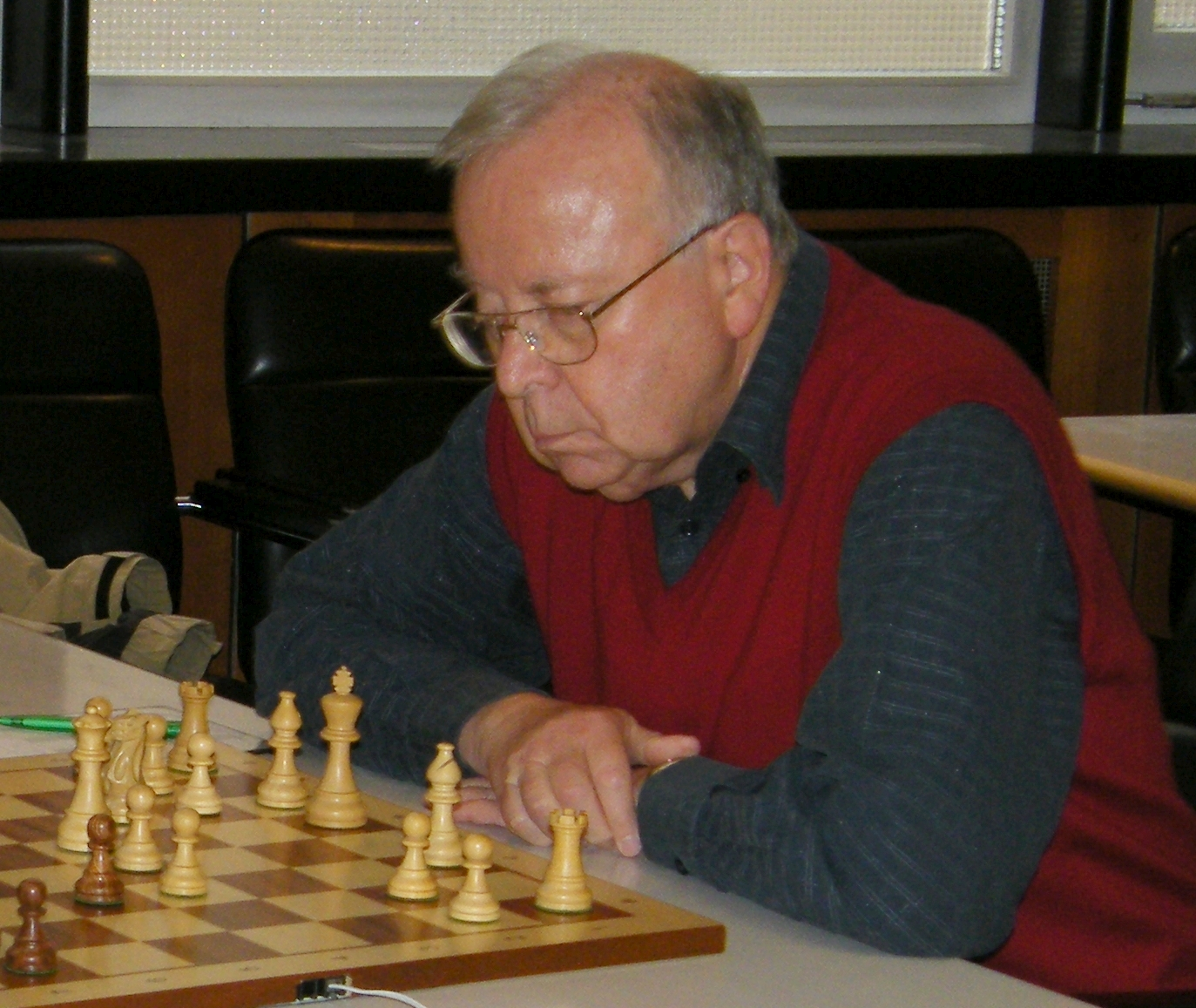
Wolfgang Uhlmann, 11 cops campió de la República Democràtica Alemanya

| #  | Any  | Ciutat            | Campió                         |
| -- | ---- | ----------------- | ------------------------------ |
| 1  | 1950 | Sömmerda          | Rudolf Elstner                 |
| 2  | 1951 | Schwerin          | Georg Stein                    |
| 3  | 1952 | Binz              | Berthold Koch                  |
| 4  | 1953 | Jena              | Reinhart Fuchs                 |
| 5  | 1954 | Meerane           | Wolfgang Uhlmann               |
| 6  | 1955 | Zwickau           | Wolfgang Uhlmann               |
| 7  | 1956 | Leipzig           | Reinhart Fuchs                 |
| 8  | 1957 | Sömmerda          | Burkhard Malich                |
| 9  | 1958 | Schkopau          | Wolfgang Uhlmann               |
| 10 | 1959 | Leipzig           | Wolfgang Pietzsch              |
| 11 | 1961 | Premnitz          | Lothar Zinn                    |
| 12 | 1962 | Gera              | Wolfgang Pietzsch              |
| 13 | 1963 | Aschersleben      | Günther Möhring                |
| 14 | 1964 | Magdeburg         | Wolfgang Uhlmann               |
| 15 | 1965 | Annaberg-Buchholz | Lothar Zinn                    |
| 16 | 1967 | Colditz           | Wolfgang Pietzsch              |
| 17 | 1968 | Weimar            | Wolfgang Uhlmann               |
| 18 | 1969 | Schwerin          | Lutz Espig                     |
| 19 | 1970 | Freiberg          | Friedrich Baumbach             |
| 20 | 1971 | Strausberg        | Lutz Espig                     |
| 21 | 1972 | Görlitz           | Manfred Schöneberg             |
| 22 | 1973 | Erfurt            | Burkhard Malich                |
| 23 | 1974 | Potsdam           | Rainer Knaak                   |
| 24 | 1975 | Stralsund         | Wolfgang Uhlmann, Rainer Knaak |
| 25 | 1976 | Gröditz           | Wolfgang Uhlmann               |
| 26 | 1977 | Frankfurt/Oder    | Lothar Vogt                    |
| 27 | 1978 | Eggesin           | Rainer Knaak                   |
| 28 | 1979 | Suhl              | Lothar Vogt                    |
| 29 | 1980 | Plauen            | Hans-Ulrich Grünberg           |
| 30 | 1981 | Fürstenwalde      | Wolfgang Uhlmann               |
| 31 | 1982 | Salzwedel         | Rainer Knaak                   |
| 32 | 1983 | Cottbus           | Rainer Knaak, Wolfgang Uhlmann |
| 33 | 1984 | Eilenburg         | Rainer Knaak                   |
| 34 | 1985 | Jüterbog          | Wolfgang Uhlmann               |
| 35 | 1986 | Nordhausen        | Wolfgang Uhlmann               |
| 36 | 1987 | Glauchau          | Raj Tischbierek                |
| 37 | 1988 | Stralsund         | Lutz Espig, Thomas Pähtz       |
| 38 | 1989 | Zittau            | Hans-Ulrich Grünberg           |
| 39 | 1990 | Bad Blankenburg   | Raj Tischbierek, Thomas Pähtz  |

## Campionats alemanys des de 1991

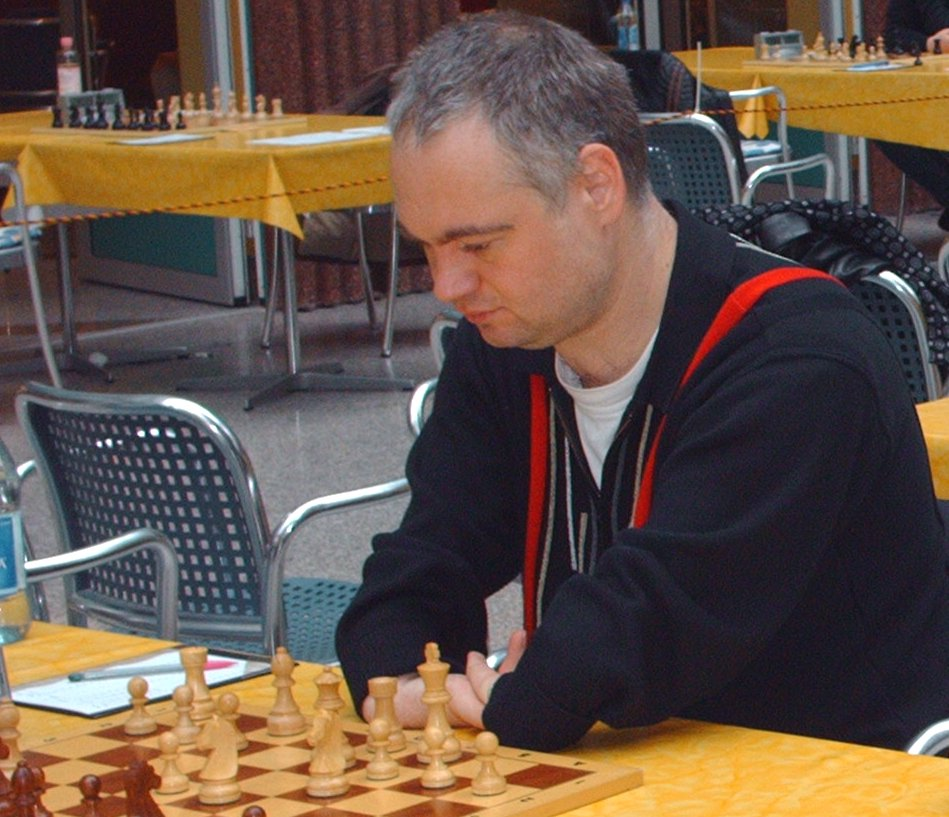
Thomas Luther, 3 cops campió d'Alemanya

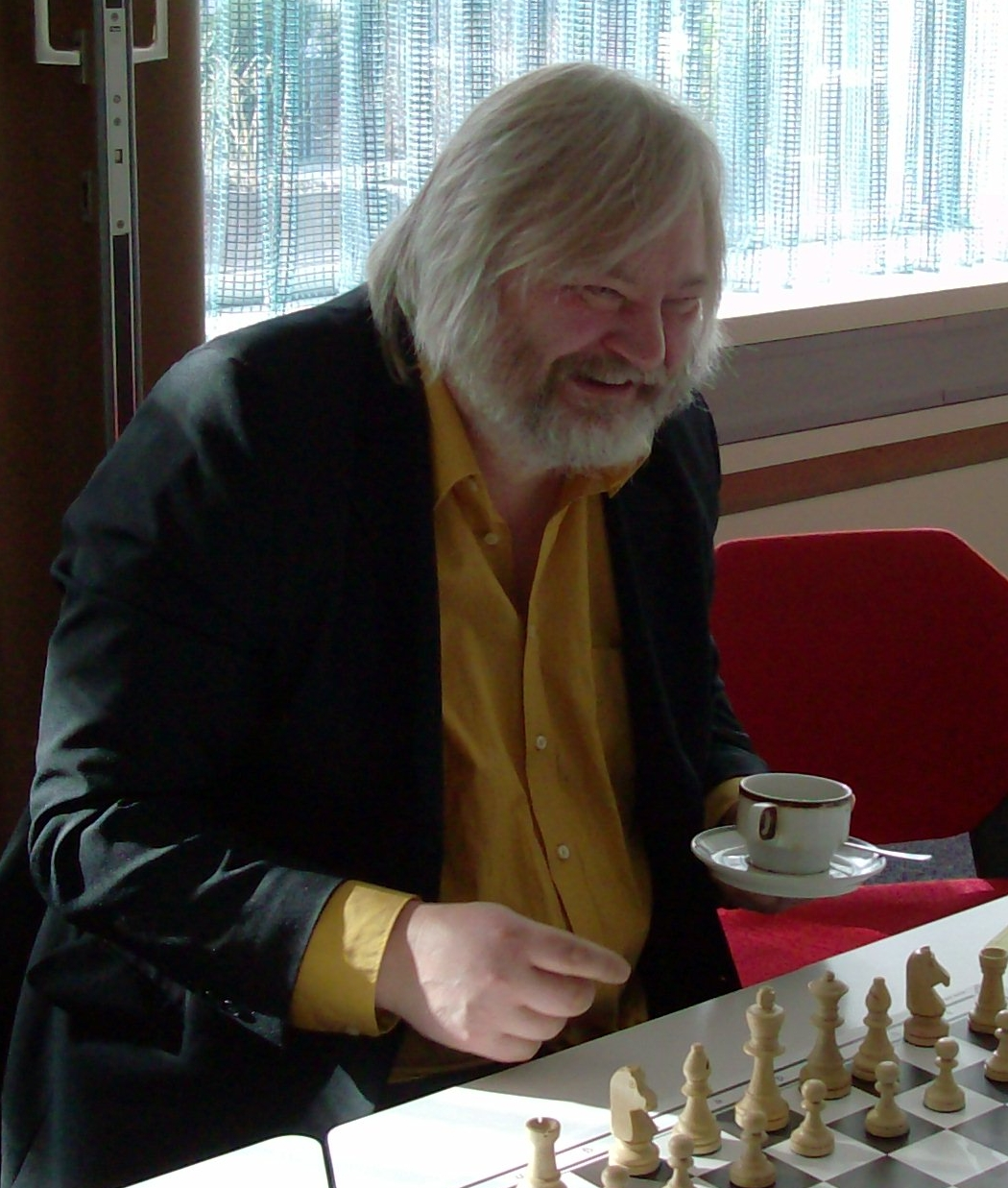
Artur Iussúpov, 2 cops campió d'Alemanya

| #  | Any      | Ciutat              | Campió                        |
| -- | -------- | ------------------- | ----------------------------- |
| 1  | 1991     | Bad Neuenahr        | Vlastimil Hort                |
| 2  | 1993     | Bad Wildbad         | Thomas Luther, Thomas Pähtz   |
| 3  | 1994     | Binz                | Peter Enders                  |
| 4  | 1995     | Binz                | Christopher Lutz              |
| 5  | 1996     | Dudweiler           | Matthias Wahls                |
| 6  | 1996     | Nussloch            | Rustem Dautov, Artur Iussúpov |
| 7  | 1997     | Gladenbach          | Matthias Wahls                |
| 8  | 1998[3]  | Bremen              | Jörg Hickl                    |
| 9  | 1999     | Altenkirchen        | Robert Hübner                 |
| 10 | 2000     | Heringsdorf         | Robert Rabiega                |
| 11 | 2001     | Altenkirchen        | Christopher Lutz              |
| 12 | 2002     | Saarbrücken         | Thomas Luther                 |
| 13 | 2004     | Höckendorf          | Alexander Graf                |
| 14 | 2005     | Altenkirchen        | Artur Iussúpov                |
| 15 | 2006     | Osterburg           | Thomas Luther                 |
| 16 | 2007[4]  | Bad Königshofen     | Arkadij Naiditsch             |
| 17 | 2008[5]  | Bad Woerishofen     | Daniel Fridman                |
| 18 | 2009[6]  | Saarbrücken         | Arik Braun                    |
| 19 | 2010[7]  | Bad Liebenzell      | Niclas Huschenbeth            |
| 20 | 2011[8]  | Bonn                | Ígor Khenkin                  |
| 21 | 2012[9]  | Osterburg           | Daniel Fridman                |
| 22 | 2013[10] | Saarbrücken         | Klaus Bischoff                |
| 23 | 2014[11] | Verden an der Aller | Daniel Fridman                |
| 24 | 2015[12] | Saarbrücken         | Klaus Bischoff                |
| 25 | 2016[13] | Lübeck              | Sergei Kalinitschew           |
| 26 | 2017     | Apolda              | Liviu-Dieter Nisipeanu        |
| 27 | 2018     | Dresden             | Rainer Buhmann                |
| 28 | 2019     | Magdeburg           | Niclas Huschenbeth            |
| 29 | 2020     | Magdeburg           | Mathias Blübaum               |
| 30 | 2021     | Magdeburg           | Jonas Rosner                  |
| 31 | 2022     | Magdeburg           | Leonardo Costa                |
| 32 | 2023     | Ostfildem           | Vitaly Kunin                  |
| 33 | 2024     | Ostfildem           | Dmitrij Kollars               |

## Campionats femenins

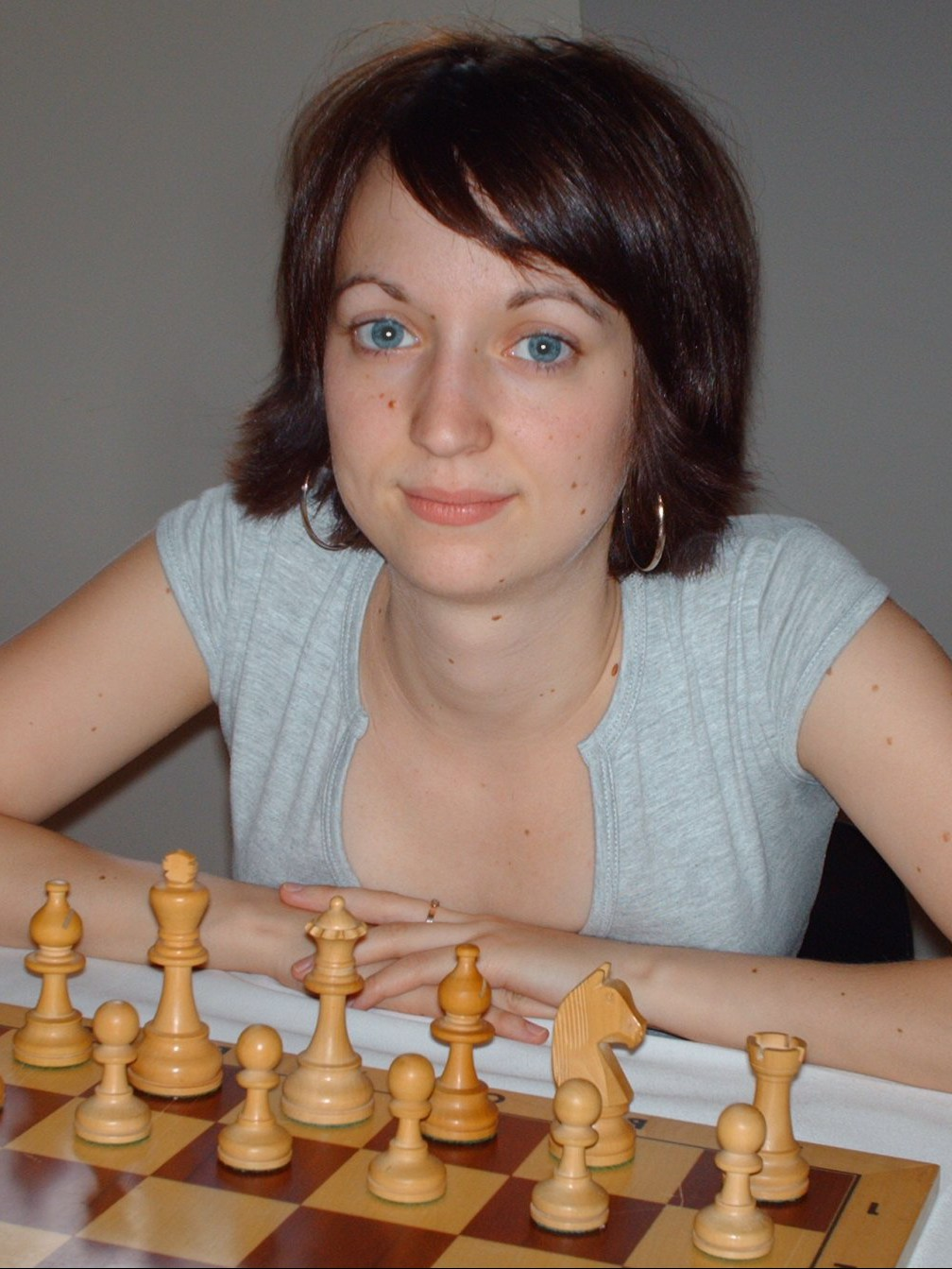
Elisabeth Pähtz, campiona el 1999

| Any      | Lloc            | Guanyadora               |
| -------- | --------------- | ------------------------ |
| 1993     | Bad Mergentheim | Marina Olbrich           |
| 1994     | Rinteln         | Isabel Delemarre         |
| 1995     | Krefeld         | Ekaterina Borulya        |
| 1999     | Chemnitz        | Elisabeth Pähtz          |
| 2001     | Krefeld         | Jessica Schmidt          |
| 2003     | Altenkirchen    | Annemarie Sylvia Meier   |
| 2007     | Osterburg       | Luba Kopylov             |
| 2008     | Kehl            | Antje Fuchs              |
| 2009     | Hockenheim      | Polina Zilberman         |
| 2011[14] | Bonn            | Sarah Hoolt              |
| 2013[15] | Bad Wiessee     | Hanna Marie Klek         |
| 2015[16] | Bad Wiessee     | Zoya Schleining          |
| 2017     | Bad Wiessee     | Jana Schneider           |
| 2019     | Magdeburg       | Marta Michna             |
| 2020     | Magdeburg       | Carmen Voicu-Jagodzinsky |
| 2021     | Magdeburg       | Elena Köpke              |
| 2022     | Magdeburg       | Lara Schulze             |
| 2023     | Ostfildem       | Kateryna Dolzhykova      |
| 2024     | Ostfildem       | Fiona Sieber             |

## Campions d'escacs per correspondència d'Alemanya
L'any 1946 es funda la BdF (Bund Deutscher Fernschachfreunde) que és la responsable d'organitzar els campionats nacionals en aquesta modalitat. El 1956 es crea la DDR-Fernschach, entitat que s'ocupa exclusivament d'organitzar els campionats d'Alemanya Oriental mentre la BdF continua amb els d'Alemanya Occidental fins a 1991, quan es van unificar sota el nom de Deutscher Fernschachbund.
1. Lothar Schmid (1950-1952)
2. Hermann Heemsoth (1952-1954)
3. Horst Rittner (1954-1956)
4. Joachim Hübener (1957-1958)
5. berthold Koch (1958-1959)
6. Helmut Schönherr (1959-1961)
7. Wilhelm Mainz (1962-1963)
8. Gerhard Flum (1963-1965)
9. Leo Flatau (1966-1967)
10. Hermann Heemsoth (1968-1969)
11. Horst Tiemeyer (1970-1971)
12. Adolf Schmaus (1971-1973)
13. Heinz Dünhaupt (1973-1976)
14. Werner Metz (1975-1977)
15. Karl Maeder (1977-1979)
16. Klaus Ahlers (1980-1981)
17. Manfred Kern (1982-1983)
18. Herman Skarke (1984-1985)
19. Manfred Nimtz (1985-1987)
20. Bernd Leiber (1988-1989)
21. Thomas Rupp (1990-1991)
22. Claus Sprengelmeier (1992-1996)
23. Peter Hertel (1994-1996)
24. Marco Hüls (1994-1996)
25. Dieter Reppmann(1995-1997)
26. Alexander Baldus (1996-1998)
27. Christian Graf (1997-1999)
28. Peter Ellinger (1998-2000)
29. Andreas Wissemann (1999-2001)
30. Frank Gerhardt (2000-2002)
31. Maximilian Voss (2001-2002)
32. Kurt Neumann (2002-2003)
33. Frau Daniela Geldner (2003-2005)
34. Gerhard MÜller (2004-2006)[18]
35. Wolfgang Mehlhorn (2004-2007)[19]
36. Michael Rümmele (2005-2007)[20]
37. Erwin Thiering (2007-2008)[21]
38. Uwe Mehlhorn (2008-2009)[22]
39. Frank Raupach (2009-2010)[23]
40. Herbert Adelseck (2010-2011)[24]
41. Adrian Schilcher (2011-2012)[25]
42. Rudolf Wolfrum (2012-2013)[26]
43. Thomas Lins (2012-2013)[27]
44. Dirk Kruschinski (2013-2014)[28]
45. Ronald Hanel (2015-2016)[29]
46. Hermann Hartl (2016-2017)[30]
47. Uwe Mehlhorn (2017-2018)[31]
48. Roland Even (2018-2019)[32]
49. Roland Even (2019-2020)[33]
50. Roland del Rio (2020-2021)[34]
51. Michael Torneow (2021-2022)[35]
52. Stefan Bissmann - Harald Doderer - Wolfgang Köstner (2022-2023)[36]

DDR-Fernschach
1. Wolf Danneberg (1956-1958)
2. Rolf Schlieder (1960-1963)
3. Gerhard Richter (1962-1965)
4. Hubert Meier (1966-1967)
5. Hubert Meier (1968-1970)
6. Jürgen Stabenow (1971-1972)
7. Heinz Reschke (1973-1974)
8. Uwe Bade (1975-1976)
9. Uwe Bade (1977-1979)
10. Wolfgang Orescher (1980-1982)
11. Werner Schlachelka (1983-1984)
12. Karl Heinz Neumann (1985-1986)
13. René Wendt (1986-1987)
14. Raj Tischbieerex (1988-1990)
15. Gert Grämer (1990-1991)